# Флегон (апостол від сімдесяти)
Флегон Марафонський (грец. Φλέγων що означає «палючий»; пох.: Φλέγοντος) входить до числа Сімдесяти учнів. Був єпископом Марафону у Фракії. Згадується в Посланні до Римлян 16:14.

## Гімни
Тропар (Глас 1) 
Хвалімо в гімнах шестикратний хор апостолів:
Іродіон і Агав,
Руф, Асінкріт, Флегон і святий Єрмінь.
Вони завжди благають Трійцю за наші душі!
Кондак (Глас 2)
Ви стали учнями Христа
І всесвяті апостоли,
О славний Іродіон, Агав і Руф,
Асінкріт, Флегон і Єрмінь.
Завжди благай Господа
Дарувати прощення гріхів
Нам, хто співає тобі.
Кондак (Глас 4)
Як зорі, святі апостоли,
Ти освітлюєш шлях вірним світлом Святого Духа.
Ви розвіюєте темряву помилки, дивлячись на Бога-Слово!

## Вшанування
Флегон шанується як святий Східною Православною Церквою (21 квітня і 17 січня), Римо-Католицькою Церквою (8 квітня) та іншими християнськими Церквами.

## Зовнішні посилання
- Апостол Флегон із Сімдесяти та ті з ним ( ПЦА )